# Campionati austriaci di sci alpino 1964
I Campionati austriaci di sci alpino 1964 si svolsero a Sankt Johann im Pongau tra il 5 e l'8 marzo; furono assegnati i titoli di slalom gigante, slalom speciale e combinata, sia maschili sia femminili.

## Risultati

### Uomini

#### Slalom gigante
| Pos. | Atleta         | Nazione |
| ---- | -------------- | ------- |
| 1    | Franz Digruber | Austria |
| 2    | Martin Burger  | Austria |
| 3    | Heini Messner  | Austria |

Data: 5 marzo

#### Slalom speciale
| Pos. | Atleta          | Nazione |
| ---- | --------------- | ------- |
| 1    | Heini Messner   | Austria |
| 2    | Gerhard Nenning | Austria |
| 3    | Martin Burger   | Austria |

Data: 8 marzo

#### Combinata
| Pos. | Atleta          | Nazione |
| ---- | --------------- | ------- |
| 1    | Franz Digruber  | Austria |
| 2    | Gerhard Nenning | Austria |
| 3    | Hugo Nindl      | Austria |

Data: 5-8 marzo

Classifica stilata attraverso i piazzamenti ottenuti
nello slalom gigante, nello slalom speciale
e in un secondo slalom gigante disputato il 7 marzo

### Donne

#### Slalom gigante
| Pos. | Atleta           | Nazione |
| ---- | ---------------- | ------- |
| 1    | Christl Haas     | Austria |
| 2    | Edith Zimmermann | Austria |
| 3    | Traudl Eder      | Austria |

Data: 5 marzo

#### Slalom speciale
| Pos. | Atleta         | Nazione |
| ---- | -------------- | ------- |
| 1    | Grete Digruber | Austria |
| 2    | Marianne Jahn  | Austria |
| 3    | Christl Haas   | Austria |

Data: 6 marzo

#### Combinata
| Pos. | Atleta           | Nazione |
| ---- | ---------------- | ------- |
| 1    | Christl Haas     | Austria |
| 2    | Marianne Jahn    | Austria |
| 3    | Sieglinde Bräuer | Austria |

Data: 5-7 marzo

Classifica stilata attraverso i piazzamenti ottenuti
nello slalom gigante, nello slalom speciale
e in un secondo slalom gigante disputato il 7 marzo